# Tuck Everlasting
Tuck Everlasting is een film waarin Jonathan Jackson de hoofdrol speelt. De film is gebaseerd op het gelijknamige boek en gaat over onsterfelijke mensen en de problemen die zij hebben.

## Rolverdeling
- Alexis Bledel - Winifred "Winnie" Foster
- Jonathan Jackson - Jesse Tuck
- William Hurt - Angus Tuck
- Sissy Spacek - Mae Tuck
- Scott Bairstow - Miles Tuck
- Ben Kingsley - De man in het gele pak
- Amy Irving - Moeder Foster
- Victor Garber - Robert Foster
- Kosha Engler - Miles' vrouw
- Alex Davis - Verpleegster
- Richard Pilcher - Constable Henry
- Julia Hart - Sally Hannaway
- Naomi Kline - Beatrice Ruston